# باشگاه فوتبال استقلال تهران در فصل ۸۶–۱۳۸۵
باشگاه فوتبال استقلال تهران در فصل ۸۶–۱۳۸۵ شصت‌ و یکمین سال فعالیت باشگاه فوتبال استقلال تهران و ششمین حضور متوالی این تیم در لیگ برتر فوتبال ایران بود. همچنین آن‌ها در بیستمین دوره جام حذفی فوتبال ایران نیز حضور داشتند. در این فصل عبدالصمد مرفاوی جایگزین امیر قلعه‌نویی شد. قلعه‌نویی پس از قهرمان کردن استقلال در فصل ۸۵–۱۳۸۴ در لیگ برتر، به عنوان سرمربی تیم ملی ایران انتخاب شد. نکته تاریک این فصل حذف استقلال از لیگ قهرمانان آسیا به دلیل تاخیر در ارسال مدارک و اسامی بازیکنان بود.

## بازیکنان
Esteghlal F.C. Iran Pro League Squad 2006–07
| شماره |       | پست       | بازیکن          |
| ----- | ----- | --------- | --------------- |
| ۱     | ایران | دروازه‌بان | وحید طالب‌لو     |
| ۲     | ایران | مدافع     | امیرحسین صادقی  |
| ۳     | ایران | مدافع     | مهدی امیرآبادی  |
| ۴     | ایران | هافبک     | حسین کاظمی      |
| ۵     | ایران | مدافع     | سعید لطفی       |
| ۶     | ایران | مدافع     | محمود فکری      |
| ۷     | ایران | هافبک     | محمد نوازی      |
| ۸     | ایران | هافبک     | مجتبی جباری     |
| ۹     | ایران | مهاجم     | سیاوش اکبرپور   |
| ۱۰    | ایران | هافبک     | علی‌رضا منصوریان |
| ۱۳    | ایران | هافبک     | محسن یوسفی      |
| ۱۴    | ایران | مدافع     | مرتضی ابراهیمی  |
| ۱۵    | ایران | هافبک     | فرزاد مجیدی     |

| شماره |         | پست       | بازیکن                  |
| ----- | ------- | --------- | ----------------------- |
| ۱۶    | برزیل   | مهاجم     | جوئلسون رودریگز داسیلوا |
| ۱۷    | ایران   | هافبک     | میثم بائو               |
| ۱۸    | ایران   | مهاجم     | مرتضی هاشمی‌زاده         |
| ۱۹    | ایران   | مهاجم     | علی علیزاده             |
| ۲۰    | ایران   | مدافع     | پیروز قربانی            |
| ۲۱    | ایران   | دروازه‌بان | سید مهدی رحمتی          |
| ۲۲    | ایران   | هافبک     | بهشاد یاورزاده          |
| ۲۳    | گرجستان | هافبک     | آوسنتی گیلااوری         |
| ۲۴    | کامرون  | مهاجم     | لئونارد کوئیکه          |
| ۲۵    | ایران   | هافبک     | باقر احمدی              |
| ۲۶    | ایران   | هافبک     | اصغر طالب‌نسب            |
| ۲۸    | ایران   | مدافع     | علی انصاریان            |
| ۳۰    | ایران   | دروازه‌بان | مهیار حسن‌نژاد           |

## مرور فصل
در این فصل امیر قلعه‌نویی سرمربیگری تیم ملی فوتبال ایران را قبول کرد و پس از سه سال از استقلال جدا شد. مدیریت وقت استقلال در انتخابی عجیب صمد مرفاوی را به عنوان سرمربی تیم انتخاب کرد. انتخابی که از همان روز اول با انتقادهای شدیدی مواجه شد و بسیاری معتقد بودند مرفاوی نمیتواند سرمربی توانمندی برای تیمی به بزرگی استقلال باشد. در انتخاب عجیب دیگری قلعه‌نویی به عنوان رئیس سازمان فوتبال استقلال برگزیده شد. سمتی که تا ان روز وجود خارجی نداشت.
در این فصل علاوه بر جدایی قلعه‌نویی استقلال بازیکنانی چون واحدی‌نیکبخت، عنایتی و جباری را نیز در اختیار نداشت. واحدی‌نیکبخت در حرکتی عجیب و غیر قابل باور برای هواداران به تیم رقیب یعنی پرسپولیس تهران پیوست. عنایتی به کشورهای حاشیه خلیج فارس رفت و جباری نیز به علت مصدومیت در دوران نقاهت به سر میبرد.
با توجه به اینکه استقلال سه بازیکن بزرگ را از دست داده بود عملکرد قابل توجهی در فصل نقل و انتقالات نداشت و اقدام به خریدهای مناسب نکرد. استقلال برای این فصل بازیکن خاصی را به خدمت نگرفت و مهمترین خریدهای این تیم شامل علی انصاریان در خط دفاعی و علی علیزاده و داسیلوا در خط حمله میشدند. دو مهاجمی که برای پر کردن جای خالی عنایتی به استقلال آمدند ولی هر دو با هم فقط ۶ گل به ثمر رساندند.
برخلاف انتقادات صورت گرفته استقلال با هدایت صمد مرفاوی شروع بسیار خوبی در لیگ داشت و با سه برد متوالی در سه هفته آغازین لیگ به عنوان یک مدعی خود را مطرح کرد. استقلال که تا هفته هشتم شکست نخورده بود در این هفته بازی شهرآورد را با نتیجه ۲ بر ۱ به تیم پرسپولیس واگذار کرد تا اولین شکست فصل را متحمل شود. بعد از بازی شهرآورد استقلال هفت بازی دیگر تا پایان نیم فصل فاصله داشت. آبی پوشان ابتدا چهار برد متوالی کسب کردند و سپس دو بازی بعدی مغلوب پیکان و سایپا شد تا از صدر جدول فاصله بگیرند. آبی پوشان با کسب برد در بازی پایانی نیم فصل اول با ۳۰ امتیاز و چهار امتیاز کمتر از تیم صدرنشین یعنی سایپا به تعطیلات رفتند.
در سطح مدیریت باشگاه نیز تغییراتی ایجاد شد و مقداد نجف‌نژاد به عنوان مدیر باشگاه استقلال تهران انتخاب شده بود.
استقلال نیم فصل دوم را با سه تساوی متوالی شروع کرد و دیگر خبری از بردهای متوالی نبود. در روز ۲۷ بهمن ۱۳۸۵ خبری در رسانه‌های ایران منتشر شد که همه فوتبال‌دوستان و بیشتر از همه هواداران استقلال را شوکه کرد. موضوع خبر تلخ این بود، "استقلال به دلیل تاخیر در ارسال مدارک و لیست اسامی بازیکنان به کنفدراسیون فوتبال آسیا از لیگ قهرمانان آسیا ۲۰۰۷ کنار گذاشته شد." این خبر در ابتدا و طبق معمول توسط مدیران و مسئولان باشگاه تکذیب شد پس از گذشت چند روز همه به این باور رسیدند که خبر صحت دارد و کنفدراسیون آسیا از تصمیمش عقب نشینی نخواهد کرد بنابراین مدیران وقت استقلال مدعی شدند با در اختیار گرفتن چند وکیل خبره به دادگاه بین المللی کاس شکایت خواهند کرد. در آن برهه زمانی پرونده‌ای نیز برای این اتفاق تشکیل شد و استقلال به دادگاه کاس شکایت کرد ولی هیچگاه مسئولان استقلال نتیجه و رای دادگاه کاس را علنی نکردند. استقلال در صورتی از لیگ قهرمانان کنار گذاشته شد که با تیمهای الهلال، پاختاکور و الکویت همگروه شده بود
شوک حذف از آسیا برای استقلال در لیگ برتر مثبت هم بود آبی‌پوشان در شش بازی خود در لیگ برتر بعد از حذف از آسیا صاحب چهار برد و دو مساوی شدند و و در پایان هفته بیست و چهارم به صدر جدول رسیدند. استقلال در هفته بیست و پنجم لیگ برتر تیم برق شیراز را هم شکست داد تا صدرنشینی خود را تحکیم بخشد. بعد از حذف استقلال از لیگ قهرمانان آسیا زمزمه تغییرات مدیریتی در این تیم شنیده و هواداران هر روز منتظر بودند تا شاهد مدیری جدید در این تیم باشند. بالاخره در چند هفته مانده به پایان بازیهای لیگ برتر علی فتح‌الله‌زاده برای سومین بار سکان مدیریت باشگاه استقلال را عهده‌دار شد. این تغییرات مدیریتی برای استقلال خوش یمن نبود و این تیم از پنج بازی پایانی خود در این فصل فقط سه شکست و دو تساوی کسب کرد و در حالی که استقلال تا پایان هفته بیست و هفتم صدرنشین بود در سه هفته پایانی صدر را از دست و  در پایان با عنوان چهارمی لیگ را به پایان برد.
استقلال در این فصل از بازیها مسابقات جام حذفی را جدی نگرفت و در همان مرحله اول توسط تیم مقاومت بسیج فارس از دور بازیها حذف شد. استقلال در این بازی در ورزشگاه حافظیه دو بر صفر مغلوب این تیم لیگ دسته یکی شد.

## دوستانه و پیش فصل
| ۳۱ مرداد ۱۳۸۵ دوستانه ۱ | آنکارا دمیر | ۰ – ۱ | استقلال تهران | آنکارا، ترکیه |
|                         |             | گزارش | داسیلوا ۶۵'   |               |

| ۵ شهریور ۱۳۸۵ دوستانه ۲ | دوزچی اسپور | ۰ – ۴ | استقلال تهران    | آنکارا، ترکیه |
|                         |             | گزارش | داسیلوا · قربانی |               |

| ۹ شهریور ۱۳۸۵ دوستانه ۳                                      | استقلال تهران              | ۲ – ۰ | سایپا تهران | تهران                    |
|                                                              | نوازی · انصاریان · علیزاده | گزارش |             | ورزشگاه: زمین ایران تایر |
| یادداشت: محمد نوازی در نیمه اول یک ضربه پنالتی را از دست داد |                            |       |             |                          |

| ۱۲ شهریور ۱۳۸۵ دوستانه ۴ | آرارات تهران | ۰ – ۱ | استقلال تهران | تهران                   |
| ۱۶:۳۰                    |              | گزارش | داسیلوا ۱۰'   | ورزشگاه: اختصاصی آرارات |

## بازی‌ها

### لیگ برتر
برد
      مساوی
      باخت
      به تعویق افتاده
| ۱۸ شهریور ۱۳۸۵ ۱ | استقلال تهران                                                              | ۲ – ۱ | ذوب‌آهن اصفهان                         | تهران                                                    |
| ۱۷:۴۰            | نوازی ۲۸' (پنالتی) · نورمحمدی ۸۶' (گل‌به‌خودی) · انصاریان · قربانی · اکبرپور | گزارش | حیدری ۴۹' · صالحی‌نژاد · حدادی · طالبی | ورزشگاه: آزادی تهران تماشاگران: ۲۰،۰۰۰ داور: مسعود مرادی |

| ۲۴ شهریور ۱۳۸۵ ۲                                                     | مس کرمان                            | ۰ – ۱ | استقلال تهران                                                 | کرمان                                                       |
| ۱۵:۳۰                                                                | حاتمی · میرقربانی · آدریانو آلوز ۸۵ | گزارش | انصاریان ۸۲' (پنالتی) · انصاریان · علیزاده · لطفی · هاشمی‌زاده | ورزشگاه: سلیمی‌کیا کرمان تماشاگران: ۷،۰۰۰ داور: محسن قهرمانی |
| یادداشت: مهدی رحمتی در دقیقه ۸۵ ضربه پنالتی آدریانو آلوز را مهار کرد |                                     |       |                                                               |                                                             |

| ۳۰ شهریور ۱۳۸۵ ۳ | استقلال تهران                                                                                    | ۳ – ۲ | فجرسپاسی شیراز                                     | تهران                                                    |
| ۱۷:۳۰            | داسیلوا ۱۸' · گیلائوری '۶۱ · طالب‌نسب ۶۴' · منصوریان ۸۴' · امیرآبادی · کاظمی · علیزاده · منصوریان | گزارش | روانخواه ۶۱' · زارعی ۷۷' · صابری · رضایی · خانزاده | ورزشگاه: آزادی تهران تماشاگران: ۲۰،۰۰۰ داور: محمود رفیعی |

| ۴ | فولاد خوزستان | v | استقلال تهران |  |

| ۱۱ مهر ۱۳۸۵ ۵ | استقلال تهران                           | ۱ – ۱ | صباباتری تهران     | تهران                                                  |
| ۲۰:۰۰         | منصوریان ۷۵' · مجیدی · طالب‌نسب · قربانی | گزارش | عباسفرد ۵۴' · بیات | ورزشگاه: آزادی تهران تماشاگران: ۴۰،۰۰۰ داور: محسن ترکی |

| ۲۶ مهر ۱۳۸۵ ۶ | ملوان انزلی | ۰ – ۱ | استقلال تهران                                      | بندر انزلی                             |
| ۲۰:۰۰         | گیاهی '۷۸   | گزارش | انصاریان ۸۶' (پنالتی) · داسیلوا · مجیدی · منصوریان | ورزشگاه: تختی انزلی داور: هدایت ممبینی |

| ۳ آبان ۱۳۸۵ ۷ | استقلال تهران        | ۱ – ۱ | راه‌آهن تهران                    | تهران                                                   |
| ۱۴:۴۰         | داسیلوا ۴۹' · قربانی | گزارش | مجیدی ۵۴' (گل‌به‌خودی) · شیرخانلو | ورزشگاه: آزادی تهران تماشاگران: ۳۰،۰۰۰ داور: نوید مظفری |

| ۷ آبان ۱۳۸۵ ۴ | فولاد خوزستان | ۰ – ۰ | استقلال تهران | اهواز                                    |
| ۱۴:۴۰         | کلاه‌کج        | گزارش | بائو ابراهیمی | ورزشگاه: تختی اهواز داور: رحیم رحیمی‌مقدم |

| ۱۲ آبان ۱۳۸۵ ۸ (دربی ۶۲) | پرسپولیس تهران                            | ۲ – ۱ | استقلال تهران                       | تهران                                                    |
| ۱۴:۳۰                    | معدنچی ۲۳' · اولادی ۷۱' · حاجی‌زاده · ساها | .     | صادقی ۱۷' · منصوریان · صادقی · فکری | ورزشگاه: آزادی تهران تماشاگران: ۹۵،۰۰۰ داور: آلفونسو یرز |

| ۱۶ آذر ۱۳۸۵ ۹ | استقلال تهران        | ۱ – ۰ | ابومسلم مشهد | تهران                                                        |
| ۱۶:۳۰         | بائو ۴۰' · صادقی '۸۷ | گزارش | خانی آتسو    | ورزشگاه: آزادی تهران تماشاگران: ۱۰،۰۰۰ داور: خداداد افشاریان |

| ۳۰ آبان ۱۳۸۵ ۱۰ | برق شیراز             | ۱ – ۲ | استقلال تهران                                          | شیراز                                                      |
| ۱۴:۱۵           | مطوری ۶' · انصافی '۹۰ | گزارش | طالب‌نسب ۱۳' · اکبرپور ۳۷' · قربانی '۸۸ · اکبرپور '۱+۹۰ | ورزشگاه: حافظیه شیراز تماشاگران: ۲۰،۰۰۰ داور: محسن قهرمانی |

| ۱۰ آذر ۱۳۸۵ ۱۱ | استقلال تهران                                            | ۲ – ۱ | سپاهان اصفهان                     | تهران                                                    |
| ۱۴:۱۵          | بائو ۳۹'، ۱+۹۰' · مجیدی · انصاریان · علیزاده · صادقی '۸۷ | گزارش | ماهری ۱۲' · بنگر · عقیلی · افکاری | ورزشگاه: آزادی تهران تماشاگران: ۳۰،۰۰۰ داور: مسعود مرادی |

| ۱۹ آذر ۱۳۸۵ ۱۲ | استقلال اهواز | ۰ – ۱ | استقلال تهران                        | اهواز                                                      |
| ۱۶:۱۵          | فضلی          | گزارش | یوسفی ۳۳' · طالب‌نسب · کاظمی · قربانی | ورزشگاه: تختی اهواز تماشاگران: ۱۵،۰۰۰ داور: سعید مظفری‌زاده |

| ۲۶ آذر ۱۳۸۵ ۱۳ | استقلال تهران  | ۰ – ۱ | پیکان تهران                                          | تهران                                                  |
| ۱۴:۱۵          | امیرآبادی فکری | گزارش | عزیزمحمدی ۶۸' · اصلانیان · خان‌گلی · اسلامی · طهماسبی | ورزشگاه: آزادی تهران تماشاگران: ۱۰،۰۰۰ داور: محسن ترکی |

| ۱۰ دی ۱۳۸۵ ۱۴                                                          | سایپا تهران                                                                      | ۳ – ۱ | استقلال تهران                  | تهران                                                     |
| ۱۴:۱۵                                                                  | یزدانی ۳۷ · حسینی ۶۷' · خلیلی ۸۰' · رجبی ۱+۹۰' · مومن‌زاده · برجلو · ارزانی '۳+۹۰ | گزارش | کاظمی ۳۰' · فکری · اکبرپور '۶۱ | ورزشگاه: آزادی تهران تماشاگران: ۴۰،۰۰۰ داور: محسن قهرمانی |
| یادداشت: وحید طالب‌لو در دقیقه ۳۷ ضربه پنالتی داریوش یزدانی را مهار کرد |                                                                                  |       |                                |                                                           |

| ۱۵ دی ۱۳۸۵ ۱۵ | استقلال تهران                                 | ۲ – ۱ | پاس تهران                          | تهران                                      |
| ۱۴:۱۵         | هاشمی‌زاده ۵۱' · قربانی ۶۸' · انصاریان · نوازی | گزارش | آقایی ۵۶' (پنالتی) · نصرتی · رحمتی | ورزشگاه: آزادی تهران داور: خداداد افشاریان |

| ۶ بهمن ۱۳۸۵ ۱۶ | ذوب‌آهن اصفهان     | ۰ – ۰ | استقلال تهران   | اصفهان                                       |
| ۱۵:۳۰          | منصوری مهدی زارعی | گزارش | هاشمی‌زاده کاظمی | ورزشگاه: فولاشهر اصفهان داور: سعید مظفری‌زاده |

| ۱۳ بهمن ۱۳۸۵ ۱۷ | استقلال تهران                                   | ۰ – ۰ | مس کرمان                                | تهران                                                    |
| ۱۵:۳۰           | انصاریان '۳۱ علیزاده '۳۷ مجیدی '۷۶ یاورزاده '۸۰ | گزارش | زاهدی میرطرقی آدریانو آلوز قربانی محمدی | ورزشگاه: آزادی تهران تماشاگران: ۲۰،۰۰۰ داور: مسعود مرادی |

| ۲۰ بهمن ۱۳۸۵ ۱۸ | فجرسپاسی شیراز                                | ۱ – ۱ | استقلال تهران                            | شیراز                                                         |
| ۱۳:۳۰           | طهماسبی ۹۰' · پورغلامی · امیری · صبری · رضایی | گزارش | بائو ۸۱' · قربانی · منصوریان · امیرآبادی | ورزشگاه: حافظیه شیراز تماشاگران: ۲۰،۰۰۰ داور: خداداد افشاریان |

| ۲۷ بهمن ۱۳۸۵ ۱۹ | استقلال تهران                              | ۳ – ۲ | فولاد خوزستان                                         | تهران                                                        |
| ۱۶:۰۰           | مجیدی ۲۷' · اکبرپور ۵۶' · بائو ۶۶' · کاظمی | گزارش | خنیفر ۳+۴۵' · خلیفه اصل ۸۶' · عدنان عچرش‌زاده · چمن‌آرا | ورزشگاه: آزادی تهران تماشاگران: ۳۰،۰۰۰ داور: یدالله جهانبازی |

| ۴ اسفند ۱۳۸۵ ۲۰ | صباباتری تهران                                     | ۲ – ۳ | استقلال تهران                         | تهران                                                    |
| ۱۶:۰۰           | حاجتی ۴۰' · یوسفی '۴۸ · بیگی '۶۷ · بختیاری‌زاده ۶۹' | گزارش | علیزاده ۷' · انصاریان ۶۱' · صادقی ۸۹' | ورزشگاه: آزادی تهران تماشاگران: ۳۰،۰۰۰ داور: مسعود مرادی |

| ۲۰ اسفند ۱۳۸۵ ۲۱ | استقلال تهران                            | ۲ – ۱ | ملوان انزلی          | تهران                                                       |
| ۱۶:۰۰            | قربانی ۷۴' · اکبرپور ۸۹' · کاظمی · یوسفی | گزارش | یوسفی ۴۶' (گل‌به‌خودی) | ورزشگاه: آزادی تهران تماشاگران: ۱۰،۰۰۰ داور: رحیم رحیمی‌مقدم |

| ۲۵ اسفند ۱۳۸۵ ۲۲ | راه‌آهن تهران                           | ۱ – ۲ | استقلال تهران                                         | تهران                                                     |
| ۱۶:۰۰            | مجیدی ۸۱' (گل‌به‌خودی) · ورنکش · قاسمیان | گزارش | قربانی ۳۵' · انصاریان ۷۶' · منصوریان · یوسفی · طالب‌لو | ورزشگاه: آزادی تهران تماشاگران: ۲۰،۰۰۰ داور: محسن قهرمانی |

| ۱۰ فروردین ۱۳۸۶ ۲۳ (دربی ۶۳)                                           | استقلال تهران                 | ۱ – ۱ | پرسپولیس تهران                     | تهران                                                   |
| ۱۶:۰۰                                                                  | علیزاده ۴۳' · صادقی · اکبرپور | گزارش | معدنچی ۱۰ · واحدی‌نیکبخت ۱۳' · ساها | ورزشگاه: آزادی تهران تماشاگران: ۹۵،۰۰۰ داور: فلیکس بریچ |
| یادداشت: وحید طالب‌لو در دقیقه ۱۰ ضربه پنالتی مهرزاد معدنچی را مهار کرد |                               |       |                                    |                                                         |

| ۱۵ فروردین ۱۳۸۶ ۲۴ | ابومسلم مشهد | ۱ – ۱ | استقلال تهران                  | مشهد                                                      |
| ۱۶:۰۰              | برگی‌زر ۲'    | گزارش | بائو ۳۱' · یاورزاده · ابراهیمی | ورزشگاه: ثامن مشهد تماشاگران: ۳۵،۰۰۰ داور: سعید مظفری‌زاده |

| ۲۴ فروردین ۱۳۸۶ ۲۵ | استقلال تهران                                                  | ۳ – ۰ | برق شیراز    | تهران                                                  |
| ۱۷:۳۰              | علیزاده ۶۷' · کاظمی ۷۳' · یوسفی ۷۷' · کاظمی · علیزاده · طالب‌لو | گزارش | ایمانی مطوری | ورزشگاه: آزادی تهران تماشاگران: ۳۰،۰۰۰ داور: محسن ترکی |

| ۳۱ فروردین ۱۳۸۶ ۲۶ | سپاهان اصفهان        | ۱ – ۰ | استقلال تهران | اصفهان                                                           |
| ۱۶:۱۵              | عقیلی ۲+۹۰' (پنالتی) | گزارش |               | ورزشگاه: نقش جهان اصفهان تماشاگران: ۳۰،۰۰۰ داور: خداداد افشاریان |

| ۷ اردیبهشت ۱۳۸۶ ۲۷ | استقلال تهران         | ۱ – ۱ | استقلال اهواز                        | تهران                                                    |
| ۱۷:۰۰              | کاظمی ۷۸' · صادقی '۶۳ | گزارش | زادمحمود ۵۳' · طاهری · فضلی · بابایی | ورزشگاه: آزادی تهران تماشاگران: ۸۵،۰۰۰ داور: مسعود مرادی |

| ۲۸    | پیکان تهران | v | استقلال تهران |  |
| ۱۶:۳۰ |             |   |               |  |

| ۳۰ اردیبهشت ۱۳۸۶ ۲۹ | استقلال تهران                           | ۱ – ۲ | سایپا تهران                               | تهران                                                  |
| ۱۶:۳۰               | اکبرپور ۳۶' · کوئیکه · فکری · امیرآبادی | گزارش | خلیلی ۷۴'، ۷۷' · فرزانه · مومن‌زاده · دایی | ورزشگاه: آزادی تهران تماشاگران: ۶۵،۰۰۰ داور: محسن ترکی |

منبع

#### جایگاه در جدول
| رتبه | تیم           | بازی | برد | مساوی | باخت | گل زده | گل خورده | گل تفاضل | امتیاز | صعود یا سقوط                                |
| ---- | ------------- | ---- | --- | ----- | ---- | ------ | -------- | -------- | ------ | ------------------------------------------- |
| ۲    | استقلال اهواز | ۳۰   | ۱۶  | ۶     | ۸    | ۳۳     | ۲۸       | ۵+       | ۵۴     |                                             |
| ۳    | پرسپولیس      | ۳۰   | ۱۴  | ۱۱    | ۵    | ۴۹     | ۳۳       | ۱۶+      | ۵۳     |                                             |
| ۴    | استقلال       | ۳۰   | ۱۴  | ۱۰    | ۶    | ۳۹     | ۳۰       | ۹+       | ۵۲     |                                             |
| ۵    | سپاهان        | ۳۰   | ۱۴  | ۷     | ۹    | ۴۱     | ۲۸       | ۱۳+      | ۴۹     | صعود به مرحله گروهی لیگ قهرمانان آسیا ۲۰۰۸۱ |
| ۶    | ابومسلم       | ۳۰   | ۱۱  | ۱۰    | ۹    | ۴۰     | ۳۶       | ۴+       | ۴۳     |                                             |

#### دست‌آوردها در خانه و بیرون
| مجموع | مجموع  | مجموع | مجموع | مجموع | مجموع | مجموع | مجموع | خانه | خانه | خانه | خانه | خانه | خانه | مهمان | مهمان | مهمان | مهمان | مهمان | مهمان |
| بازی  | امتیاز | پ     | ت     | ش     | گ‌ز    | گ‌خ    | ت‌گ    | پ    | ت    | ش    | گ‌ز   | گ‌خ   | ت‌گ   | پ     | ت     | ش     | گ‌ز    | گ‌خ    | ت‌گ    |
| ----- | ------ | ----- | ----- | ----- | ----- | ----- | ----- | ---- | ---- | ---- | ---- | ---- | ---- | ----- | ----- | ----- | ----- | ----- | ----- |
| ۳۰    | ۵۲     | ۱۴    | ۱۰    | ۶     | ۳۹    | ۳۰    | ۹+    | ۸    | ۵    | ۲    | ۲۳   | ۱۵   | ۸+   | ۶     | ۵     | ۴     | ۱۶    | ۱۵    | ۱+    |

آخرین بروزرسانی: پایان فصل

منبع: IPLstats Home
IPLstats Away

پ = پیروزی؛ ت = تساوی؛ ش = شکست؛ گ‌ز = گل زده؛ گ‌خ = گل خورده؛ ت‌گ = تفاضل گل

|                    | بازی | برد | مساوی | شکست | زده | خورده | تفاضل | امتیاز |
| ------------------ | ---- | --- | ----- | ---- | --- | ----- | ----- | ------ |
| در ورزشگاه آزادی   | ۲۱   | ۱۰  | ۶     | ۵    | ۳۲  | ۲۶    | ۶+    | ۳۶     |
| در ورزشگاه‌های دیگر | ۹    | ۴   | ۴     | ۱    | ۷   | ۴     | ۳+    | ۱۶     |

#### روند هفته به هفته
| هفته  | ۱ | ۲ | ۳ | ۴ | ۵ | ۶ | ۷ | ۸ | ۹ | ۱۰ | ۱۱ | ۱۲ | ۱۳ | ۱۴ | ۱۵ | ۱۶ | ۱۷ | ۱۸ | ۱۹ | ۲۰ | ۲۱ | ۲۲ | ۲۳ | ۲۴ | ۲۵ | ۲۶ | ۲۷ | ۲۸ | ۲۹ | ۳۰ |
| ----- | - | - | - | - | - | - | - | - | - | -- | -- | -- | -- | -- | -- | -- | -- | -- | -- | -- | -- | -- | -- | -- | -- | -- | -- | -- | -- | -- |
| زمین  | خ | م | خ | خ | م | خ | م | م | خ | م  | خ  | خ  | خ  | م  | خ  | م  | خ  | م  | خ  | م  | خ  | م  | خ  | م  | خ  | م  | خ  | خ  | م  | م  |
| نتیجه | پ | پ | پ | ت | پ | ت | ت | ش | پ | پ  | پ  | پ  | ش  | ش  | پ  | ت  | ت  | ت  | پ  | پ  | پ  | پ  | ت  | ت  | پ  | ش  | ت  | ش  | ش  | ت  |
| وضعیت | ۵ | ۵ | ۲ | ۱ | ۲ | ۱ | ۲ | ۴ | ۲ | ۲  | ۲  | ۲  | ۲  | ۲  | ۲  | ۲  | ۲  | ۲  | ۲  | ۲  | ۲  | ۲  | ۲  | ۱  | ۱  | ۱  | ۱  | ۳  | ۳  | ۴  |

آخرین بروزرسانی: پایان فصل.
منبع: "IPL Stats".

زمین: م = مهمان، خ = خانه. نتیجه: ت = تساوی، ش = شکست، پ = پیروزی.

### جام حذفی
| ۲۹ دی ۱۳۸۵ 1/16 نهایی | مقاومت بسیج فارس               | ۲ – ۰ | استقلال تهران | شیراز                                       |
| ۱۵:۰۰                 | حسین کوشکی ۳۱' · صمد اکبری ۸۵' | گزارش | نوازی '۷۴     | ورزشگاه: حافظیه شیراز داور: یدالله جهانبازی |

### لیگ قهرمانان آسیا
استقلال که در گروه D این رقابت‌ها حضور داشت، به علت دیرکرد در ارسال فهرست اسامی بازیکنان از این رقابت‌ها کنار گذاشته شد.

## آمار

### عملکرد کلی تیم در فصل
منبع: رقابت‌ها

### نمایش بازیکنان
| شماره | پُست       | بازیکنان        | لیگ برتر | لیگ برتر | لیگ برتر | جام حذفی | جام حذفی | جام حذفی | مجموع   | مجموع | مجموع    | کارت                 | کارت             |
| شماره | پُست       | بازیکنان        | بازی     | زمان     | کارت زرد | بازی     | زمان     | کارت زرد | بازی    | زمان  | کارت زرد | کارت زرد دوم و اخراج | کارت قرمز مستقیم |
| ----- | --------- | --------------- | -------- | -------- | -------- | -------- | -------- | -------- | ------- | ----- | -------- | -------------------- | ---------------- |
| ۱     | دروازه‌بان | وحید طالب‌لو     | ۲۱       | ۱۸۹۰     | ۳        | ۰        | ۰        | ۰        | ۲۱ (۲۱) | ۱۸۹۰  | ۳        | ۰                    | ۰                |
| ۲     | مدافع     | امیرحسین صادقی  | ۲۴       | ۲۱۲۷     | ۲        | ۰        | ۰        | ۰        | ۲۴ (۲۴) | ۲۱۲۷  | ۲        | ۲                    | ۱                |
| ۳     | مدافع     | مهدی امیرآبادی  | ۲۱       | ۱۸۰۰     | ۴        | ۱        | ۹۰       | ۰        | ۲۲ (۲۱) | ۱۸۹۰  | ۴        | ۰                    | ۰                |
| ۴     | هافبک     | حسین کاظمی      | ۲۷       | ۲۴۳۰     | ۷        | ۰        | ۰        | ۰        | ۲۷ (۲۷) | ۲۴۳۰  | ۷        | ۰                    | ۰                |
| ۵     | مدافع     | سعید لطفی       | ۸        | ۲۸۰      | ۱        | ۱        | ۹۰       | ۰        | ۹ (۴)   | ۳۷۰   | ۱        | ۰                    | ۰                |
| ۶     | مدافع     | محمود فکری      | ۱۹       | ۱۷۰۵     | ۴        | ۰        | ۰        | ۰        | ۱۹ (۱۹) | ۱۷۰۵  | ۴        | ۰                    | ۰                |
| ۷     | هافبک     | محمد نوازی      | ۱۴       | ۶۸۲      | ۱        | ۱        | ۹۰       | ۰        | ۱۵ (۸)  | ۷۷۲   | ۱        | ۰                    | ۰                |
| ۸     | هافبک     | مجتبی جباری     | ۲        | ۱۰۵      | ۰        | ۰        | ۰        | ۰        | ۲ (۱)   | ۱۰۵   | ۰        | ۰                    | ۰                |
| ۹     | مهاجم     | سیاوش اکبرپور   | ۲۲       | ۱۹۷۴     | ۲        | ۰        | ۰        | ۰        | ۲۲ (۲۲) | ۱۹۷۴  | ۲        | ۰                    | ۲                |
| ۱۰    | هافبک     | علیرضا منصوریان | ۲۴       | ۷۵۱      | ۵        | ۱        | ۹        | ۰        | ۲۵ (۵)  | ۷۶۰   | ۵        | ۰                    | ۰                |
| ۱۳    | هافبک     | محسن یوسفی      | ۲۳       | ۱۷۳۸     | ۲        | ۱        | ۹۰       | ۰        | ۲۴ (۲۱) | ۱۸۲۸  | ۲        | ۰                    | ۰                |
| ۱۴    | مدافع     | مرتضی ابراهیمی  | ۱۰       | ۲۶۰      | ۲        | ۱        | ۸۱       | ۰        | ۱۱ (۴)  | ۳۴۱   | ۲        | ۰                    | ۰                |
| ۱۵    | هافبک     | فرزاد مجیدی     | ۱۴       | ۹۳۷      | ۴        | ۱        | ۵۸       | ۰        | ۱۵ (۱۲) | ۹۹۵   | ۴        | ۰                    | ۰                |
| ۱۶    | مهاجم     | جوئلسون داسیلوا | ۱۱       | ۵۳۲      | ۱        | ۱        | ۲۱       | ۰        | ۱۲ (۷)  | ۵۵۳   | ۱        | ۰                    | ۰                |
| ۱۷    | هافبک     | میثم بائو       | ۲۳       | ۱۷۹۲     | ۱        | ۰        | ۰        | ۰        | ۲۳ (۲۲) | ۱۷۹۲  | ۱        | ۰                    | ۰                |
| ۱۸    | مهاجم     | مرتضی هاشمی‌زاده | ۱۰       | ۴۶۶      | ۲        | ۱        | ۶۹       | ۰        | ۱۱ (۶)  | ۵۳۵   | ۲        | ۰                    | ۰                |
| ۱۹    | مهاجم     | علی علیزاده     | ۲۸       | ۱۷۳۸     | ۶        | ۱        | ۹۰       | ۰        | ۲۹ (۱۹) | ۱۸۲۸  | ۶        | ۰                    | ۰                |
| ۲۰    | مدافع     | پیروز قربانی    | ۲۶       | ۲۲۹۸     | ۵        | ۱        | ۹۰       | ۰        | ۲۷ (۲۷) | ۲۳۸۸  | ۵        | ۰                    | ۱                |
| ۲۱    | دروازه‌بان | مهدی رحمتی      | ۹        | ۸۱۰      | ۰        | ۱        | ۹۰       | ۰        | ۱۰ (۱۰) | ۹۰۰   | ۰        | ۰                    | ۰                |
| ۲۲    | هافبک     | بهشاد یاورزاده  | ۱۳       | ۷۷۴      | ۲        | ۰        | ۰        | ۰        | ۱۳ (۹)  | ۷۷۴   | ۲        | ۰                    | ۰                |
| ۲۳    | مدافع     | آوسنتی گیلائوری | ۹        | ۷۱۳      | ۰        | ۰        | ۰        | ۰        | ۹ (۸)   | ۷۱۳   | ۰        | ۰                    | ۱                |
| ۲۴    | مهاجم     | لئونارد کوئیکه  | ۸        | ۳۹۲      | ۱        | ۰        | ۰        | ۰        | ۸ (۴)   | ۳۹۲   | ۱        | ۰                    | ۰                |
| ۲۵    | هافبک     | محمدباقر احمدی  | ۵        | ۱۵۰      | ۰        | ۰        | ۰        | ۰        | ۵ (۱)   | ۱۵۰   | ۰        | ۰                    | ۰                |
| ۲۶    | هافبک     | اصغر طالب‌نسب    | ۲۱       | ۱۳۱۱     | ۳        | ۱        | ۳۲       | ۰        | ۲۲ (۱۶) | ۱۳۴۳  | ۳        | ۰                    | ۰                |
| ۲۸    | مدافع     | علی انصاریان    | ۲۲       | ۱۹۸۳     | ۵        | ۱        | ۹۰       | ۰        | ۲۳ (۲۳) | ۲۰۷۳  | ۵        | ۰                    | ۰                |

اعداد آبی رنگ : تعداد حضور در ترکیب اصلی استقلال

### گلزن‌ها
| رده        | پُست        | گلزنان          | لیگ برتر |
| ---------- | ---------- | --------------- | -------- |
| ۱          | هافبک      | میثم بائو       | ۶        |
| ۲          | مهاجم      | سیاوش اکبرپور   | ۵        |
| ۳          | مدافع      | علی انصارپان    | ۴ (۲)    |
| ۴          | مدافع      | پیروز قربانی    | ۳        |
| ۴          | مهاجم      | علی علیزاده     | ۳        |
| ۴          | هافبک      | حسین کاظمی      | ۳        |
| ۴          | مهاجم      | جوئلسون داسیلوا | ۳        |
| ۸          | مدافع      | امیرحسین صادقی  | ۲        |
| ۸          | هافبک      | علیرضا منصوریان | ۲        |
| ۸          | هافبک      | محسن یوسفی      | ۲        |
| ۸          | هافبک      | اصغر طالب‌نسب    | ۲        |
| ۱۲         | هافبک      | فرزاد مجیدی     | ۱        |
| ۱۲         | مهاجم      | مرتضی هاشمی‌زاده | ۱        |
| ۱۲         | هافبک      | محمد نوازی      | ۱ (۱)    |
| گل به خودی | گل به خودی | گل به خودی      | ۱        |
| کل         | کل         | کل              | ۳۹       |

اعداد آبی رنگ : تعداد گلهای زده شده از نقطه پنالتی
** گل به خودی بازیکنان حریف :
۱- علیرضا نورمحمدی بازیکن ذوب‌آهن اصفهان در بازی هفته اول لیگ برتر

### گلهای لیگ برتر بر حسب شش بازه زمانی
| بازه زمانی     | گل زده | بازه زمانی     | گل خورده |
| -------------- | ------ | -------------- | -------- |
| ۱۵ دقیقه اول   | ۲      | ۱۵ دقیقه اول   | ۳        |
| ۱۵ دقیقه دوم   | ۶      | ۱۵ دقیقه دوم   | ۳        |
| ۱۵ دقیقه سوم   | ۸      | ۱۵ دقیقه سوم   | ۱        |
| اضافی نیمه اول | ۰      | اضافی نیمه اول | ۱        |
| جمع نیمه اول   | ۱۶     | جمع نیمه اول   | ۸        |
| ۱۵ دقیقه چهارم | ۳      | ۱۵ دقیقه چهارم | ۸        |
| ۱۵ دقیقه پنجم  | ۹      | ۱۵ دقیقه پنجم  | ۵        |
| ۱۵ دقیقه ششم   | ۱۰     | ۱۵ دقیقه ششم   | ۷        |
| اضافی نیمه دوم | ۱      | اضافی نیمه دوم | ۲        |
| جمع نیمه دوم   | ۲۳     | جمع نیمه دوم   | ۲۲       |

### عملکرد دروازه‌بانها
|       |             | لیگ برتر | لیگ برتر | لیگ برتر | جام حذفی | جام حذفی | جام حذفی | مجموع | مجموع   | مجموع |
| رتبه  | نام         | بازی     | گل‌خورده  | ک‌ش       | بازی     | گل‌خورده  | ک‌ش       | بازی  | گل‌خورده | ک‌ش    |
| ----- | ----------- | -------- | -------- | -------- | -------- | -------- | -------- | ----- | ------- | ----- |
| ۱     | وحید طالب‌لو | ۲۱       | ۲۰       | ۵        | ۰        | ۰        | ۰        | ۲۱    | ۲۰      | ۵     |
| ۲     | مهدی رحمتی  | ۹        | ۱۰       | ۳        | ۱        | ۲        | ۰        | ۱۰    | ۱۲      | ۳     |
| مجموع | مجموع       | ۳۰       | ۳۰       | ۸        | ۱        | ۲        | ۰        | ۳۱    | ۳۲      | ۸     |

### کاپیتان‌های فصل
| رده | نام             | لیگ برتر | جام حذفی | جمع |
| --- | --------------- | -------- | -------- | --- |
| ۱   | محمود فکری      | ۱۹       | ۰        | ۱۹  |
| ۲   | علیرضا منصوریان | ۱ (۷)    | ۰        | ۱   |
| ۳   | پیروز قربانی    | ۵        | ۰        | ۵   |
| ۴   | فرزاد مجیدی     | ۳        | ۰        | ۳   |
| ۵   | محمد نوازی      | ۲ (۱)    | ۱        | ۳   |

* عددهای آبی رنگ : نشان دهنده دفعاتی است که آن بازیکن پس از تعویض کاپیتان اول، کاپیتان شده‌است و این کاپیتانی‌ها در ستون جمع محاسبه نشده‌است.